# Ludvika FK
El Ludvika FK es un equipo de fútbol de Suecia que juega en la Division 4 Dalarna, una de las ligas regionales que conforman la sexta categoría de fútbol en el país.

## Historia
Fue fundado en el año 1904 en la ciudad de Ludvika en el condado de Dalarna con el nombre Ludvika FfI, y durante la década de los años 1940s el club llegó a formar parte de la Allsvenskan, pero descendieron en su única participación en la máxima categoría tras terminar en 11º lugar entre 12 equipos.
En 1975 el club se fusiona con el IFK Ludvika para crear al club actual, que luego de fusionarse ha pasado tanto en ligas a nivel regional como en la Superettan, en la cual estuvo por última ocasión en la temporada de 1998.

## Clubes afiliados
- Dalarnas FF.[9]